# Musoma
Musoma é uma cidade no noroeste da Tanzânia. É a capital da região de Mara, uma das regiões administrativas da Tanzânia.

## Economia
Uma atividade econômica importante é a pesca, além do emprego no setor público ou no setor privado (formal e informal). Na área rural da cidade, o pastoreio, e o cultivo de algodão e café.